# Champigny-en-Beauce
Champigny-en-Beauce é uma comuna francesa na região administrativa do Centro, no departamento Loir-et-Cher. Estende-se por uma área de 21,86 km². Em 2010 a comuna tinha 628 habitantes (densidade: 28,7 hab./km²).